# Гармаш Олександр Андрійович
Олександр Андрійович Га́рмаш (* 15 жовтень 1890 р. — † червень 1940 р.) — український радянський науковець у галузі технології будівельного виробництва, професор.
|  | Роботи О.А. Гармаша ... поклали початок науковій розробці основ індустріалізації будівництва... Українська радянська енциклопедія : у 12 т. / гол. ред. М. П. Бажан ; редкол.: О. К. Антонов та ін. — 2-ге вид. — К. : Головна редакція УРЕ, 1974–1985., том 17 — С. 515 |

## Біографія
Закінчивши Київський політехнічний інститут у 1916 році, працював на великих будовах СРСР (проектує та керує будівництвом 15 багатопролітних залізобетонних і аркових мостів в УРСР, зокрема, в районах Дніпропетровської області, працює в спецуправлінні по шлюзуванню Дніпра тощо). За його проектами та під його керівництвом споруджені арковий залізобетонний міст у парку ім. Глоби, корпуси швейної та взуттєвої фабрик у Дніпропетровську.
Працює викладачем Катеринославського вечірнього робітничого будівельного технікуму. З 1930 року працює у Дніпропетровському будівельному інституті: заступником директора з навчальної і наукової роботи, завідучем кафедр організації робіт, будівельного виробництва. З 1932 р. — член редакційної ради редакційно-видавничої бази «Держбудтехвидав». Працював науковим керівником Науково-дослідного сектору інституту. У 1937—1938 рр. виконував обов'язки директора інституту, після — заступник директора.
Його наукові розробки були спрямовані на ліквідацію сезонності в будівництві. У 1931 році видав книгу «Будівельні роботи взимку». В 1933 році розпочинає експериментальні роботи щодо електропідігрівання бетону. Матеріали та результати цих досліджень викладені у книзі «Електропідігрівання бетону». В 1934 році виходить його книга «Організація і механізація транспорту на будівельних роботах». У своїй дисертації «Доменні шлаки й їх раціональне використання» вперше обґрунтував теорію будівельного виробництва.

## Особисті відомості
Автор праць:
- А. А. Гармаш. Строительные работы. — Ч. I.: Бетонирование на морозе. — 1931. (рос.)
- А. А. Гармаш. Организация и механизация транспорта на строительных работах. — 1934. (рос.)
- А. А. Гармаш. Электроподогрев бетона. — 1936. (рос.)
- А. А. Гармаш. Теория строительных процессов. — 1939. (рос.)
- А. А. Гармаш. Диалектический метод изучения строительного процесса. — 1940. (рос.)

### Нагороди, відзнаки та звання
Нагороджений грамотами ВЦРПС і ЦК ВЛКСМ.